# Beno Budar

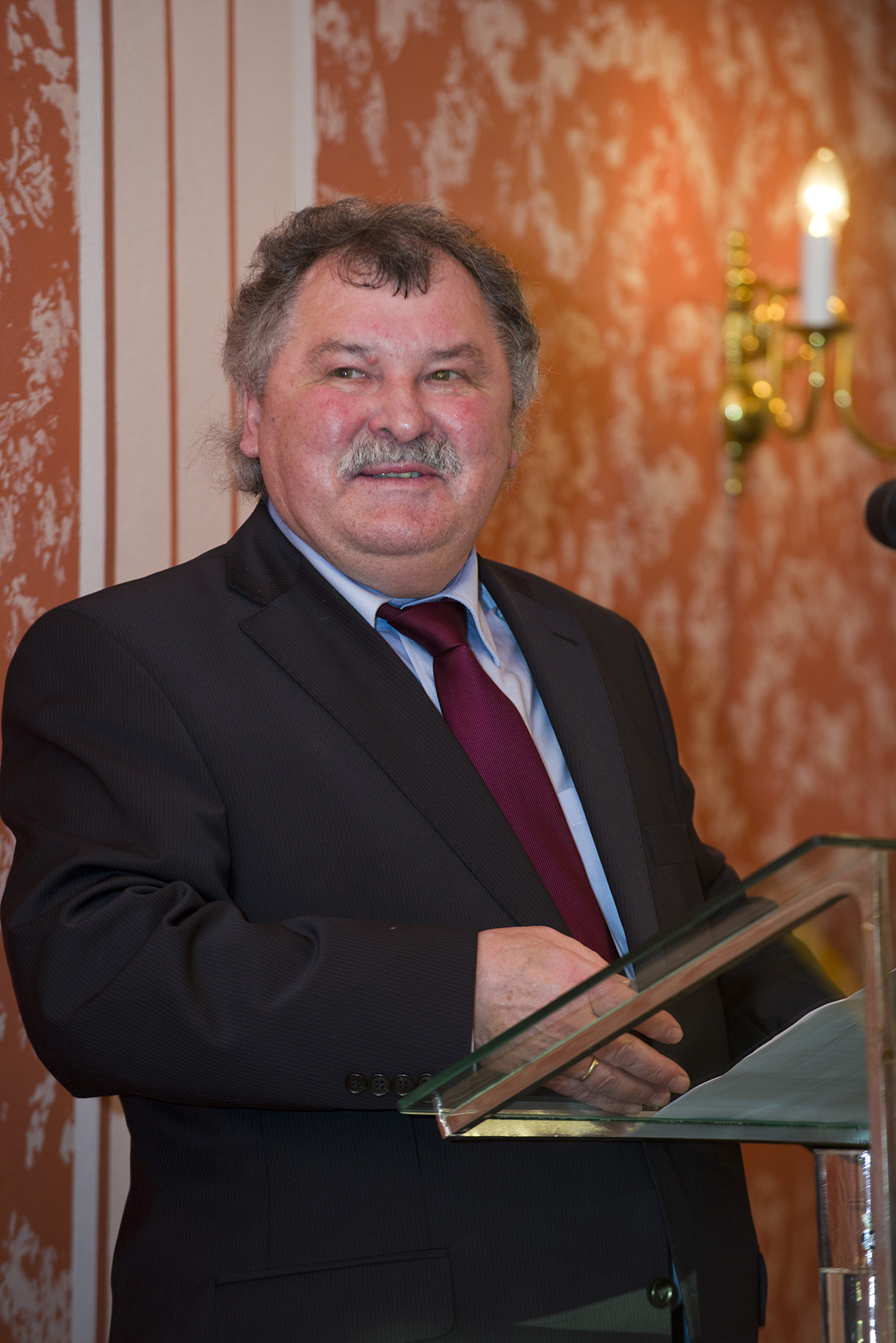
Beno Budar (2013)

Beno Budar (ur. 19 marca 1946 w Kulow, niem. Wittichenau, Saksonia, zm. 8 października 2023) – górnołużycki pisarz, tłumacz i publicysta. 
Studiował slawistykę na Uniwersytecie w Lipsku. Od 1991 redaktor naczelny czasopisma dla dzieci „Płomjo”. Uprawiał tradycyjną w formie poezję (m.in. zbiór Spać w meji měli zakazać  1983), pisał współczesne opowiadania z życia Łużyczan (np. tom Mjez nami prajene 1989). Tłumaczył utwory z literatur słowiańskich, w tym polskiej.